# Étaples
Étaples (in italiano nel XIX secolo Etapla) è un comune francese di 10 930 abitanti situato nel dipartimento del Passo di Calais nella regione dell'Alta Francia.
A Étaples il fiume Canche si getta nella Manica.

## Storia

### Simboli
Lo stemma del comune è un adattamento del blasone degli antichi conti di Boulogne (d'oro, a tre tortelli di rosso), a cui Étaples apparteneva. Le conchiglie ricordano la tradizionale attività di pesca delle capesante (écalites in lingua piccarda).

## Società

### Evoluzione demografica
Abitanti censiti